# Un cœur pour vivre
Pour plus de détails, voir Fiche technique et Distribution.
Un cœur pour vivre (Heart of a Child) est un téléfilm américain réalisé par Sandor Stern et diffusé en 1994.

## Synopsis
Karen Schutten attend un bébé qui ne vivra pas car il n'a pas de cortex cérébral. Le bébé d'Alice Holc ne pourra pas survivre sans une greffe cardiaque...

## Fiche technique
- Scénario : Susan Nanus
- Durée : 90 min
- Pays :  États-Unis

## Distribution
- Ann Jillian : Alice Holc
- Michele Greene : Karen Schutten
- Terry O'Quinn : Gordon Holc
- Bruce Greenwood : Fred Schutten
- Malcolm Stewart : Dr Peter Garland
- Rip Torn : Dr Leonard Bailey
- John Procaccino : Dr Sakala
- Matthew Walker : Dr Franklin
- Andrew Wheeler : Dr Cramer
- Jane MacDougal : Cheri Mathis
- Joel Palmer : Jason Holc (à 5 ans)
- William B. Davis : Vern
- Sheila Moore : Connie
- Doris Chillcott : Irene
- Cindy Girling : Dr Adler
- Teryl Rothery : Nancy Donnelly
- Veena Sood : infirmière Adjani
- Colleen Wilton : Dr Ellen Kelly
- Jerry Wasserman : cardiologue
- Peter Yunker : pilote de l’Ontario
- Stephen E. Miller : pilote du Vancouver
- Greg Hunka : copilote du Vancouver
- Norma Jean Wick : News Anchor
- Ric Reid : Terry
- Tim Burd : Delivery Man
- Susan Regamble : Lamaze Instructor
- Paul Holc : lui-même
- Jason Holc : lui-même (à 11 ans)